# NGC 444

NGC 444

NGC 444 هي مجرة تتبع كوكبة الحوت. اكتشفها ويليام بارسونز في 26 أكتوبر 1854.

## روابط خارجية
- NGC 444 على موقع ويكي سكاي: DSS2, SDSS, GALEX, IRAS, Hydrogen α, X-Ray, Astrophoto, Sky Map, Articles and images